# Anabarhynchus apicalis
Anabarhynchus apicalis är en tvåvingeart som beskrevs av Walker 1852. Anabarhynchus apicalis ingår i släktet Anabarhynchus och familjen stilettflugor. Inga underarter finns listade i Catalogue of Life.